# Colombiaans korfbalteam
Het Colombiaans korfbalteam is een team van korfballers dat Colombia vertegenwoordigt in internationale wedstrijden. Het achttal won tot nu zilver op de Pan-Amerikaanse Kampioenschap Korfbal in 2014, verder was het Colombiaans elftal niet actief op Wereldkampioenschappen.

## Resultaten op de wereldkampioenschappen
| Wereldkampioenschap korfbal |               |             |               |
| Jaar                        | Kampioenschap | Gastheer    | Klassering    |
| 1978                        | 1e WK         | Amsterdam   | Geen deelname |
| 1984                        | 2e WK         | Antwerpen   | Geen deelname |
| 1987                        | 3e WK         | Makkum      | Geen deelname |
| 1991                        | 4e WK         | Antwerpen   | Geen deelname |
| 1995                        | 5e WK         | New Delhi   | Geen deelname |
| 1999                        | 6e WK         | Adelaide    | Geen deelname |
| 2003                        | 7e WK         | Rotterdam   | Geen deelname |
| 2007                        | 8e WK         | Brno        | Geen deelname |
| 2011                        | 9e WK         | Shaoxing    | Geen deelname |
| 2015                        | 10e WK        | België      | Geen deelname |
| 2019                        | 11e WK        | Zuid-Afrika | Geen deelname |
| 2023                        | 12e WK        | Taiwan      | Geen deelname |

## Resultaten op de Wereldspelen
| Wereldspelen |                  |                       |               |
| Jaar         | Kampioenschap    | Gastland              | Klassering    |
| 1985         | 2e Wereldspelen  | Londen (Engeland)     | Geen deelname |
| 1989         | 3e Wereldspelen  | Karlsruhe (Duitsland) | Geen deelname |
| 1993         | 4e Wereldspelen  | Den Haag (Nederland)  | Geen deelname |
| 1997         | 5e Wereldspelen  | Lahti (Finland)       | Geen deelname |
| 2001         | 6e Wereldspelen  | Akita (Japan)         | Geen deelname |
| 2005         | 7e Wereldspelen  | Duisburg (Duitsland)  | Geen deelname |
| 2009         | 8e Wereldspelen  | Kaohsiung (Taiwan)    | Geen deelname |
| 2013         | 9e Wereldspelen  | Cali (Colombia)       | Geen deelname |
| 2017         | 10e Wereldspelen | Wroclaw (Polen)       | Geen deelname |
| 2022         | 11e Wereldspelen | Birmingham (USA)      | Geen deelname |
| 2025         | 12e Wereldspelen | Chengdu (China)       | Geen deelname |

## Resultaten op de Pan-Amerikaans kampioenschap korfbal
| Pan-Amerikaans kampioenschap korfbal |                 |                      |            |
| Jaar                                 | Kampioenschap   | Gastland             | Klassering |
| 2014                                 | 1e Pan. America | Americana (Brazilië) | Zilver     |
| 2018                                 | 2e Pan. America | Cali (Colombia)      | 4e         |